# 生目
生目（いきめ）とは、宮崎県宮崎市内の地名。正式には「宮崎市大字生目」の表記となる。生目地域自治区に属している。郵便番号は880-2103。

## 地理
宮崎市の中西部、生目地域自治区に属する。生目神社を中心とし、農地が広がる。
北を大字浮田、東を大塚台西、南東を生目台西・生目台東、南を古城町、西を細江と接する。

## 歴史
- 1889年（明治22年）5月1日 - 町村制の施行により、宮崎郡浮田村・生目村・細江村・長嶺村・跡江村・富吉村・柏原村・小松村の区域をもって生目村が発足。
- 1963年（昭和38年）4月1日 - 宮崎市が生目村を編入。大字生目が成立。
- 1975年（昭和50年） - 生目から大塚台東、大塚台西が独立。
- 1985年（昭和60年） - 生目から生目台東が独立。
- 1987年（昭和62年） - 生目から生目台西1-2丁目が独立。
- 1990年（平成2年） - 生目から生目台西3-5丁目が独立。
- 2006年（平成18年）1月1日 - 生目地域自治区に所属となる。

## 世帯数と人口
2023年（令和5年）8月1日現在の世帯数と人口は以下の通りである。
| 町丁     | 世帯数  | 人口  |
| -------- | ------- | ----- |
| 大字生目 | 244世帯 | 556人 |

## 小・中学校の学区
市立小・中学校に通う場合、学区は以下の通りとなる。
| 町名     | 小学校             | 中学校             |
| -------- | ------------------ | ------------------ |
| 大字生目 | 宮崎市立生目小学校 | 宮崎市立生目中学校 |

## 交通

### バス
宮交グループの運営するバスが営業している。

### 道路
- 東九州自動車道 (宮崎パーキングエリア)
- 宮崎県道9号宮崎西環状線
- 宮崎県道334号生目浮田線

## 施設
- 生目神社